# Черепашкова графіка

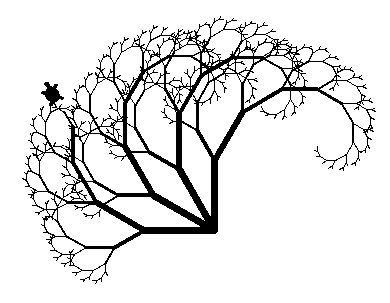
Черепаха в процесі малювання

Черепашача графіка — термін що застосовується до зображень створених за допомогою передачі команд виконавцю (черепасі), які змінюють його положення.
Черепашача графіка — головна особливість мови програмування Лого.

## Основні принципи
Черепаха має такі характеристики як положення, орієнтацію та перо (підняте чи опущене, його товщина, колір тощо).
Черепаха може виконувати такі команди:
- Вперед
- Назад
- Ліворуч
- Праворуч
- Підняти перо
- Опустити перо
- Переміститись в точку з заданими координатами
- Команди зміни характеристик пера

Також деякі системи черепашачої графіки мають можливість створювати додаткових черепах.
З використанням ітерацій, рекурсії (L-системи), можна будувати досить складні фрактальні зображення.

## Історія
Черепашача графіка була додана Сеймуром Пейпертом до мови програмування Лого в кінці 60-тих, для управління роботом-черепахою, який малював фізичним олівцем по фізичному папері. Це мало б допомагати навчати дітей програмуванню, бо вони могли розуміти програму, уявляючи як б самі виконували команди будучи на місці черепахи.